# سيوتش العليا (كاني سور)
سيوتش العليا (بالفارسية: سیوچ علیا) هي قرية تقع في إيران في قسم کاني سور الريفي. يقدر عدد سكانها بـ 266 نسمة بحسب إحصاء 2016.